# Якобсен, Йоханнес
Йоханнес Виктор Бек Якобсен (дат. Johannes Victor Bech Jacobsen, 27 декабря 1898 — 7 марта 1932) — датский борец, чемпион Европы.

## Биография
Родился в 1898 году в Копенгагене. В 1926 году выиграл чемпионат Европы. В 1928 году принял участие в Олимпийских играх в Амстердаме, где занял 4-е место на соревнованиях по греко-римской борьбе, и 10-е место — на соревнованиях по вольной борьбе.
Скончался от болезни в 1932 году.